# 18-й окремий батальйон морської піхоти (Україна)
18-й окремий батальйон морської піхоти (18 ОБМП, в/ч А4210, пп В2317) — підрозділ морської піхоти Збройних сил України. Був створений в 2014 році як 18-й батальйон територіальної оборони «Одеса» з мешканців Одеської області. З 2018 року входить до складу 35-ї окремої бригади морської піхоти.

## Історія

### Створення
У травні 2014 року, згідно з директивами й розпорядженнями Міністерства оборони України і Генерального штабу Збройних сил України, на території Одеської області розпочалося формування 18-го батальйону територіальної оборони. Розпочав формування голова Одеської обласної державної адміністрації Володимир Немировський.
30 травня 2014 року новопризначений голова Одеської ОДА Ігор Палиця та командувач Південного оперативного командування генерал-лейтенант Анатолій Сиротенко в ході урочистої церемонії вручили особовому складу 18 БТрО державний прапор України. У пресі роз'яснили, що військовим підрозділам, які формуються на особливий період, бойові прапори не вручаються. Командиром батальйону був призначений офіцер запасу, який в минулому командував однією з аеромобільних бригад; його ім'я не повідомлялося.
31 травня 2014 року командир новоствореного батальйону видав свій перший наказ, що дало старт відліку цьому підроділу.
До 18 БТрО були зараховані 420 солдатів і офіцерів віком від 18 до 55 років. Заступник військового комісара Одеської області, начальник відділу територіальної оборони полковник Валерій Іщенко запевнив громаду Одещини, що до батальйону увійдуть виключно добровольці.
По інформації військового комісара Одеської області полковника Юрія Піскуна, до переліку штатного озброєння вояків батальйону увійшли пістолети, автомати, кулемети та гранатомети. Заняття з вогневої підготовки були проведені на базі Навчального центру Одеської військової академії.
Бойове злагодження особовий склад Одеського батальйону територіальної оборони пройшов у Навчальному центрі Військової академії, частина солдатів навчалися в 169-му навчальному центрі «Десна» в Чернігівській області.

### Виконання бойових завдань
У червні 2014 року Генеральний штаб Збройних сил України вирішив направити 18 БТрО на посилення Одеського прикордонного загону Державної прикордонної служби на ділянці кордону з Придністров'ям. Місце для дислокації батальйону визначили у селі Петро-Євдокіївка Роздільнянського району Одеської області.
2 вересня для особового складу батальйону були придбані 420 бронежилетів четвертого класу захисту. Їх закупив на власні кошти голова Одеської ОДА Ігор Палиця.
У середині вересня 2014 року особовий склад 18 БтрО був перекинутий у Донецьку область в Сектор «М» для посилення Маріупольського військового гарнізону. Бійці батальйону почали нести службу на двох блокпостах на північно-східних підступах до Маріуполя. Були споруджені бліндажі та інші укріплення, відриті окопи.
Після передислокації батальйону у вересні під Маріуполь почалися проблеми з матеріальним забезпеченням, які були частково подолані за рахунок благодійної допомоги.
18 жовтня 2014 року, під час обстрілу блокпосту, загинуло 4 військовослужбовці батальйону: Геннадій Бойченко, Євген Кравець, Микола Мокан, Олександр Орлик.

### Переформування
У листопаді 2014 року 18-й батальйон територіальної оборони переформували на 18-й окремий мотопіхотний батальйон 28-ї окремої механізованої бригади.
В 2018 році 18-й окремий мотопіхотний батальйон переформували на 18-й окремий батальйон морської піхоти, він увійшов до складу новоствореної 35-ї окремої бригади морської піхоти.

## Втрати

### 2014
- 18 жовтня 2014 — Кравець Євген Володимирович, солдат, номер обслуги.
- 18 жовтня 2014 — Бойченко Геннадій Васильович, сержант, гранатометник.
- 18 жовтня 2014 — Мокан Микола Валерійович, старший солдат, стрілець-помічник гранатометника.
- 18 жовтня 2014 — Орлик Олександр Іванович, сержант, командир відділення.
- 4 листопада 2014 — Святковський Михайло Вікторович, солдат, водій-електрик.[18]

### 2015
- 20 березня 2015 — Агапій Іван Іванович, солдат, стрілець.
- 10 липня 2015 — Наумов Ігор Васильович, солдат, стрілець.[19]
- 21 грудня 2015 — Гетманчук Ігор Вікторович, старший лейтенант, командир взводу.[20]

### 2016
- 18 травня 2016 — Дусь Іван Петрович, солдат, радіотелефоніст.

### 2017
- 9 вересня 2017 — Кривиденко Максим Ігорович, старший солдат, снайпер.

### 2019
- 12 квітня 2019 — Лисаківський Володимир Юрійович, старший матрос. Помер від поранень.[21]

### 2022
- 3 червня 2022 — Дердуга Сергій Миколайович, підполковник, командир батальйону. Загинув в Миколаївській області.[22][23]
- 29 серпня 2022 — Кремінський Володимир («Локі»), матрос. Загинув в районі села Білогірка Херсонської області.[24]
- 11 травня 2024 — Куций Юрій Васильович («Вєган»), матрос. Загинув в районі населеного пункту Новотягинка Херсонської області.[25]

### Відео
- 18 батальйону територіальної оборони передали 420 бронежилетів на YouTube
- Батальон територіальної оборони на Одещині.  на YouTube
- «Південні кордони. Між невизнаною та окупованою»: Батальйон 18 на YouTube
- Примари 2 рота 18 ОМПБ 28 ОМБр // 16 квітня 2016
- 2 рота 18 ОМПБ 28 ОМБр, 2015—2016 р. // 18 квітня 2017